# NGC 15
NGC 15 és una galàxia espiral localitzada a la constel·lació del Pegàs. Fou descoberta per l'astrònom alemany Albert Marth.